# Наканокамі
Острів Наканока́мі (яп. 仲の神島, なかのかみしま, Наканокамі-Сіма, Наканоуган) — невеликий острів в острівній групі Яеяма островів Сакісіма архіпелагу Рюкю. Адміністративно належить до округу Такетомі повіту Яеяма префектури Окінава, Японія.
Незаселений острів розташований на південний захід від острова Іріомоте.
Висота острова становить 102 м.

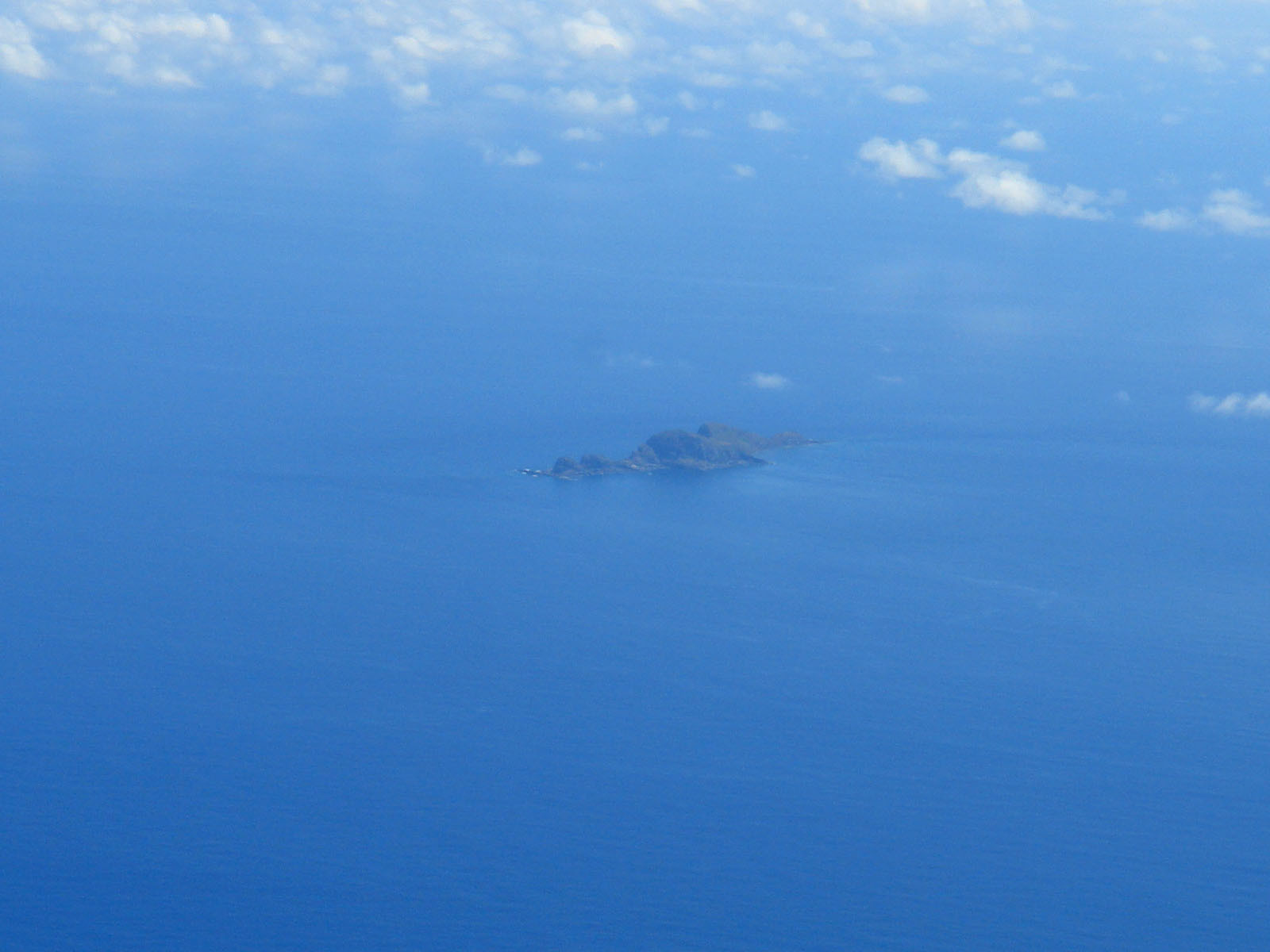
Острів Наканокамі